# Andreas Fjorden Ree
Andreas Fjorden Ree, född 16 april 2000, är en norsk längdskidåkare som representerar klubben Støren Sportsklubb.

## Karriär
Andreas Fjorden Ree ingick i det norska mixade stafettlaget som 2022 tog guld vid U23-VM. Vid norska mästerskapen samma år tog han guld på 50 kilometer i fristil. Han debuterade i världscupen i längdskidåkning 10 mars 2024. Den 24 november 2024 vann han 10 kilometer i fristil i norska säsongspremiären i Beitostølen.